# فصل (دراما)
الفصل الدرامي (بالإسبانية: Cuadro (teatro)) هو مصطلح درامي يشير إلى وحدة ذات استقلالية خاصة داخل العمل المسرحي، يُعبر عن فصل قصير، تظهر فيه تغيرات هامة في المكان أو الزمان. يتطلب كل منظر أو فصل بصفة عامة تغيير ًا في المشهد أو الديكور يحدث أمام الجمهور في العادة أثناء العرض المسرحي، أو عن طريق إغلاق الستار للحظات، حتى لا يكون هناك فاصل زمني بين المنظر وغيره. ولقد ظهر بناء العرض المسرحي في صورة مناظر في القرن الثامن عشر، بهدف الحصول على تصويرًا جماليًا وتقسيم الفصول إلي أجواء مختلفة.